# Olaf Frydenlund
Olaf Emil Frydenlund (ur. 16 czerwca 1862 w Tune; zm. 8 kwietnia 1947 w Aremark) – norweski strzelec.
Frydenlund uczestniczył na Letnich Igrzyskach Olimpijskich 1900 w Paryżu. Brał wówczas udział w pięciu konkurencjach strzelectwa: karabin dowolny stojąc, 300 m (16. miejsce), karabin dowolny leżąc, 300 m (22. miejsce), karabin dowolny, trzy postawy, 300 m (24. miejsce), karabin dowolny klęcząc, 300 m (27. miejsce) oraz karabin dowolny, trzy postawy, 300 m, drużynowo (2. miejsce; srebrny medal; wraz z Olem Østmo, Tomem Seebergem, Olem Sætherem i Helmerem Hermansenem).